# (38492) 1999 TQ117
1999 TQ117 (asteroide 38492) é um asteroide da cintura principal. Possui uma excentricidade de 0.09236340 e uma inclinação de 4.41214º.
Este asteroide foi descoberto no dia 4 de outubro de 1999 por LINEAR em Socorro.